# 螺洲
螺洲（英語：Beaufort Island，音譯）是香港離島區蒲台群島的一個無人島，位於香港島及蒲台島之間。

## 地理
其東面為螺洲門，其東南面為螺洲白排，為香港傾倒危險爆炸品的地方。島上並無淡水、也無人類活動痕跡。由於其附近海域盛產墨魚，故古老地圖往往標示為墨魚洲，而此處海域也是香港漁民的重要漁區之一。

## 歷史
1944年7月，正值香港日佔時期，從事魚類買賣的黎金成到螺洲一行，見有約400名難民逗留在島上，均是被日本憲兵用2艘船載到此島放逐後離去，任由難民自生自滅。由於螺洲島上沒有民居亦沒有任何生產，屬不適合人類居住的荒島，因此難民被帶到此處只有死路一條。據後來螺洲對岸鶴咀居民稱，時常聽見從螺洲順風吹來的慘叫聲。當村民到島上時，則見骸骨處處，滿目瘡痍，造成空前恐怖之景象。約400名死者的死因多為餓死或游水逃生時溺斃，島上亦曾發生人食人慘劇。

## 最近發展
2011年，此島曾被政府列為可能開發之新土地資源之一，開發方案包括把島上填海。此方案被否决。政府研究報告指，螺洲填海影響『江豚棲息地、海岸保護區、 蒲台島的盧文氏樹蛙、罕有植物及雀島、蒲台西面、螺洲南面、螺洲門及宋崗等的主要珊瑚區。任何接駁及支援填海區往螺洲(及/或其他地方)的交通基建，都可能對區內的水流及水質造成潛在影響。』報告亦指，『整個選址位處魚類培殖及產卵區，並侵佔產量相對較高的成魚生產區。選址亦可能造成景觀及視覺影響，包括損害沿岸海域、自然海岸線及植被等景觀資源。』

## 延伸閱讀
- 《工商日報》[3]
- 《蒲台島風物志》[4]
- 朱維德《香港掌故》2

## 外部連結
- (電視節目). 百載鑪峰. 1984年第十集. 香港: 香港電台電視部.  事件发生在 最后的部分有关押解離境、任由難民在荒島自生自滅. 1984年10月28日  [2017年8月1日]. （原始内容存档于2017年7月28日） （粵語）.